# Ross Rebagliati
Ross Rebagliati, né le 14 juillet 1971 à Vancouver, est un snowboardeur canadien.

## Biographie
Ross Rebagliati passe professionnel en 1991. Il devient le premier champion olympique de snowboard de l'histoire en remportant l'épreuve de slalom géant aux Jeux de Nagano en 1998. Sa médaille lui est retirée après un contrôle positif au cannabis. Il la récupère peu après, cette substance n'étant pas formellement interdite par le Comité international olympique.
Le 23 octobre 2009, il annonce son intention de se présenter aux élections de la circonscription d'Okanagan—Coquihalla sous les couleurs du Parti libéral du Canada.

## Palmarès

### Jeux olympiques
- Jeux olympiques de 1998 à Nagano (Japon) :
  -  Médaille d'or en slalom géant parallèle